# Lupine
Lupine (Lupinus) is een geslacht uit de vlinderbloemenfamilie (Fabaceae). Het geslacht telt zo'n 200 soorten en kent vele hybriden en cultivars. In Noordwest-Europa komt alleen de vaste lupine (Lupinus polyphyllus) in het wild voor. Deze soort is in de 19e eeuw uit Noord-Amerika ingevoerd.
De meeste lupines zijn paars, wit en roze gekleurd, maar ook geel is geen uitzondering. Door kruisingen zijn ook combinaties van deze kleuren mogelijk. Lupines houden niet van kalkrijke grond. Ze hebben voorkeur voor zure tot neutrale grond.
Afhankelijk van de soort kunnen ze een hoogte bereiken die varieert van 50 cm tot wel 2 m en de bloeitijd kan van juni tot oktober doorlopen.
Ze kunnen vermeerderd worden door middel van zaaien of wortelstekken, waarbij de jonge, witte wortelstokken uitgeplant kunnen worden. Door zaaien kunnen nieuwe kleurcombinaties ontstaan.

## Giftigheid
Lupines die in het wild groeien zijn niet geschikt voor menselijke consumptie of als veevoer vanwege de gifstoffen in met name de zaden. Sinds de jaren 1930 bestaan er verschillende kweekvarianten met een laag gehalte aan bitterstoffen. Lupinevariëteiten worden "bitter" genoemd wanneer het totale gehalte aan alkaloïden hoger of gelijk is aan 10 g/kg droge zaden en "zoet" wanneer het gehalte lager of gelijk is aan 0,5 g/kg droge zaden. Voor menselijke consumptie wordt een bovengrens van 0,2 g/kg aangehouden. 
De huis-tuin-en-keuken methoden om de zaden minder bitter te maken, zoals tot 14 dagen in zout water leggen, zijn niet goed getest op betrouwbaarheid.
De planten kunnen ook geïnfecteerd zijn met mycotoxines zoals phomopsines. Het gehalte daarvan mag niet hoger zijn dan 5 μg/kg.

## Toepassingen
Lupines (in het algemeen soorten van de vlinderbloemenfamilie) zijn in staat om met behulp van de in symbiose levende wortelknobbelbacteriën stikstof uit de lucht te binden. Deze stikstoffixatie gebeurt door de wortelknobbelbacteriën met behulp van nitrogenase.
Vier soorten lupine worden gekweekt als sierplant of als voedsel voor mens en dier:
- Blauwe lupine (Lupinus angustifolius)
- Gele lupine (Lupinus luteus)
- Vaste lupine (Lupinus polyphyllus)
- Witte lupine (Lupinus albus)

De eerste drie soorten kunnen in Nederland verwilderd aangetroffen worden.
Naar een variant, de Andes lupine, (Lupinus mutabilis), is onderzoek gedaan rond 2019 of deze gebruikt kan worden op arme gronden in Noord Europa, waaronder in Nederland. Het voordeel van een ras van deze soort is dat die snel tot rijping komt.
De zaden zijn rijk aan eiwitten en vezels, en passen daardoor in een vegetarisch voedingspatroon.

## Allergie
Voedselallergie tegen lupine is bekend, veelal in combinatie met een allergie tegen pinda's. De voedselindustrie verwerkt sinds de jaren negentig steeds vaker lupinemeel in producten als pasta's, koekjes, pannenkoekenmeel en snacks. Sinds december 2008 is een fabrikant verplicht op verpakkingen te vermelden of hij lupine verwerkt.

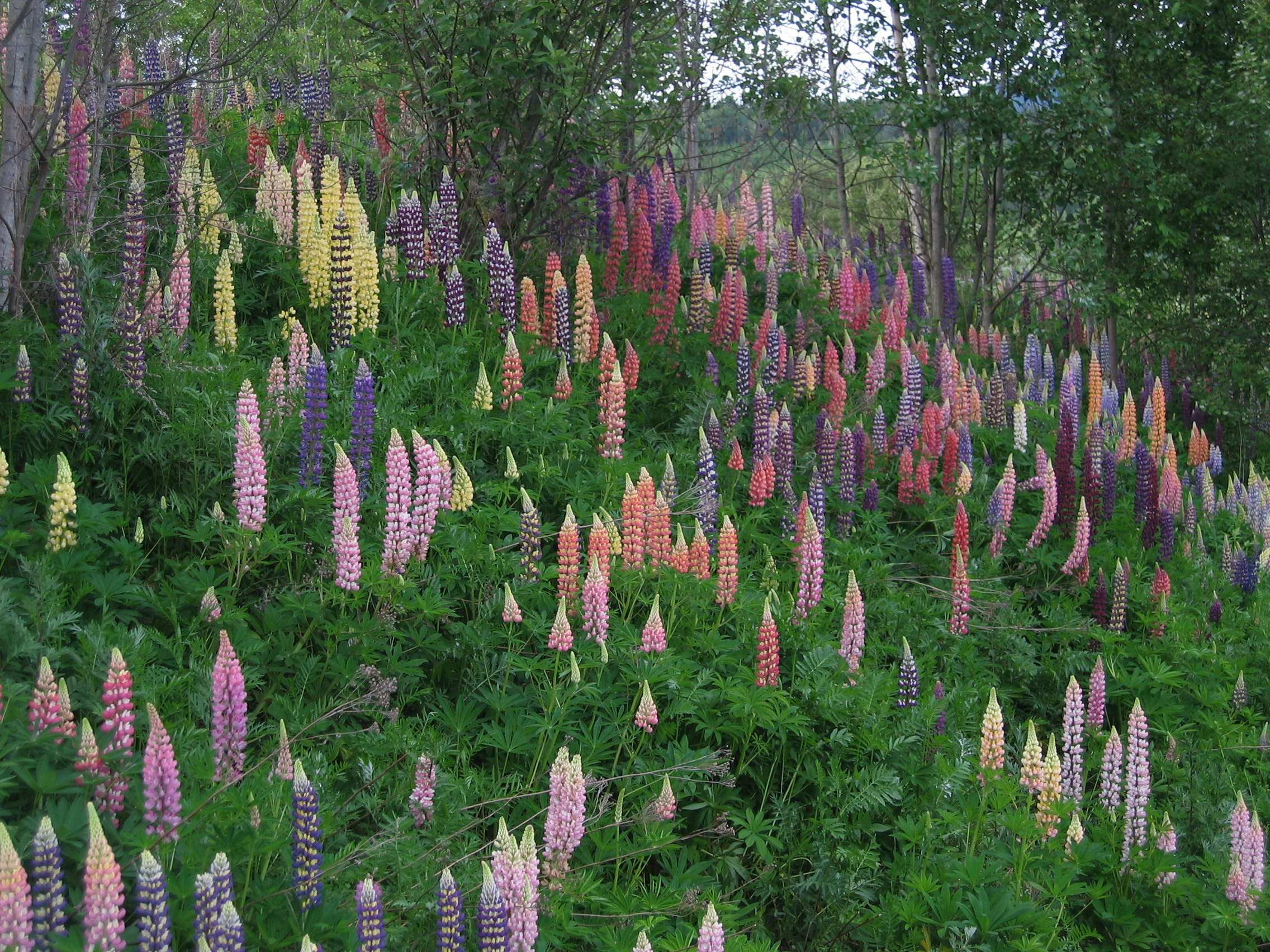
Veld met vaste lupines

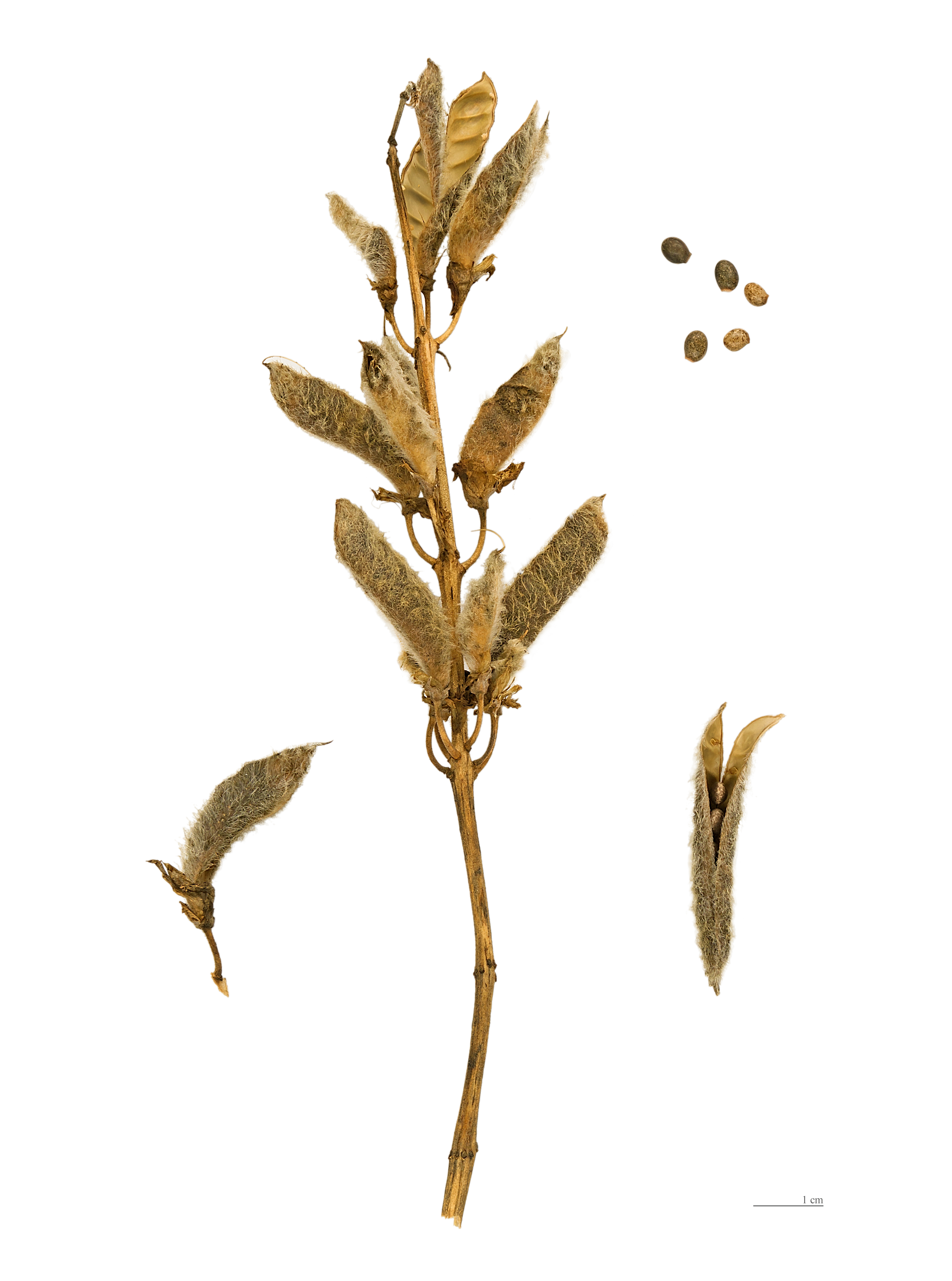
Vruchten en zaden

... · 
L. angustifolius (Blauwe lupine) · 
L. luteus (Gele lupine) · 
L. polyphyllus (Vaste lupine) · 
...
... · 
Abrus · 
Acacia · 
Acosmium · 
Adenanthera · 
Adenocarpus · 
Adenodolichos · 
Adenopodia · 
Adesmis · 
Aenictophyton · 
Aeschynomene · 
Afzelia · 
Aganope · 
Albizia · 
Alhagi · 
Alysicarpus · 
Amblygonocarpus · 
Amherstia · 
Andira · 
Angylocalyx · 
Aotus · 
Anthyllis · 
Arachis · 
Archidendropsis · 
Aspalathus · 
Astragalus (hokjespeul) · 
Austrosteenisia · 
Baphia · 
Bauhinia · 
Brachystegia · 
Bolusafra · 
Butea · 
Caesalpinia · 
Cajanus · 
Calicotome · 
Carmichaelia · 
Carrissoa · 
Cassia · 
Castanospermum · 
Ceratonia · 
Chamaecytisus · 
Cicer · 
Clianthus · 
Clitoria · 
Cordyla · 
Coronilla · 
Crotalaria · 
Cyamopsis · 
Cyclopia (honingbos) · 
Cytisus · 
Dalbergia · 
Daviesia · 
Delonix · 
Derris · 
Dialium · 
Dicraeopetalum · 
Dichrostachys · 
Dipteryx · 
Enterolobium · 
Eperua · 
Erythrina (koraalboom) · 
Erythrophleum · 
Faidherbia · 
Genista (heidebrem) · 
Glycine · 
Glycyrrhiza · 
Hardenbergia · 
Hovea · 
Indigofera · 
Inga · 
Lathyrus · 
Lens · 
Lonchocarpus · 
Lotus (rolklaver) · 
Lupinus (lupine) · 
Macrotyloma · 
Medicago (rupsklaver) · 
Melilotus (honingklaver) · 
Mimosa · 
Mora · 
Myroxylon · 
Newtonia · 
Onobrychis · 
Ononis (stalkruid) · 
Ormosia · 
Ougeinia · 
Pachyrhizus · 
Parkia · 
Parkinsonia · 
Parochetus · 
Pericopsis · 
Phaseolus · 
Physostigma · 
Pisum (erwt) · 
Prosopis · 
Psophocarpus · 
Psoralea · 
Pterocarpus · 
Pueraria · 
Racosperma · 
Robinia · 
Rothia · 
Securigera · 
Senegalia · 
Senna · 
Serianthes · 
Sesbania · 
Sophora · 
Spartium · 
Sphenostylis · 
Streblorrhiza · 
Strongylodon · 
Stylosanthes · 
Styphnolobium · 
Swainsona · 
Tamarindus · 
Tephrosia · 
Teramnus · 
Tetragonolobus · 
Tetrapleura · 
Trifolium (klaver) · 
Trigonella (hoornklaver) · 
Ulex · 
Uraria · 
Vachellia · 
Vicia (wikke) · 
Vigna · 
Viminaria · 
Virgilia · 
Wisteria (blauweregen) · 
Zornia · 
Zygocarpum · 
...